# Вітчим (фільм, 2007)
«Вітчим» — український двосерійний телефільм 2007 року кінорежисера Андрія Бенкендорфа за однойменним романом Наталії Галаган.

## Сюжет
Історія про непрості відносини дівчинки Олександри (Ксенія Князєва) з її вітчимом Леонідом (Андрій Руденський). 
У дитинстві батько Олександри гине в авіакатастрофі на очах у неї і її матері Анни (Лариса Руснак). Незабаром у домі з'являється новий чоловік матері Леонід. Олександра вороже ставиться до вітчима.
Незабаром після цього мама вмирає від раку. Єдиною людиною, на якого вона тепер може розраховувати — вітчим. Їй доводиться будувати нові відносини з вітчимом. 

## У ролях
| Актор                  | Роль                          |
| ---------------------- | ----------------------------- |
| Андрій Руденський      | Леонід                        |
| Ксенія Князєва         | Олександра, дочка Анни        |
| Лариса Руснак          | Анна                          |
| Сергій Озіряний        | Євген                         |
| Ксенія Ніколаєва       | Каролін, лікар, подруга Анни  |
| Ольга Радчук           | Зоя                           |
| Інна Цимбалюк          | Віка                          |
| Дмитро Суржиков        | замовник                      |
| Олександр Попов        | Гена                          |
| Петро Бойко            | чоловік Каролін               |
| Ірина Дорошенко        | Даша, дружина Євгена          |
| Ірина Рождественська   | Жаклін                        |
| Костянтин Стогній      | батько Олександри             |
| Галина Корнєєва        | Нюра, консьєржка              |
| Максим Дмитрук         | Максим, менеджер              |
| Єлизавета Гривковський | Олександра в дитинстві        |
| Олександр Логінов      | директор готелю               |
| Артем Мартинишин       | продавець катерів             |
| Юрій Кот               | метрдотель готелю             |
| Олександр Новосьолов   | лікар                         |
| Олена Стеценко         | гостя на прийомі в посольстві |
| Ганна Артеменко        | секретар Євгенія              |
| Річард Горн            | Денис                         |
| Інеса Бацунова         | епізод                        |
| Тимур Мазур            | охоронець бутика              |
| Борис Абрамов          | продавець                     |